# Арістов Віктор Олександрович
Віктор Олександрович Арістов (14 серпня 1938, Михайлов, Рязанська область, РРФСР — 14 лютого 2023) — радянський футболіст, згодом — український і російський футбольний тренер, майстер спорту СРСР (1963).

## Кар'єра гравця
Народився в місті Михайлов Рязанської області, футбольну науку осягав у вуличних баталіях. Пізніше сім'я переїхала в місто Жуковський, де Віктор грав за молодіжні аматорські команди.
Після закінчення школи вступив до морехідного училища. Одночасно з навчанням виступав за молодіжну команду «Волгара», яка грала на першість Росії. Після мореходки отримав розподіл у Таганрог. Граючи в аматорських командах, своєю грою привернув увагу тренерів місцевої команди «Торпедо», що виступала в класі «Б», і незабаром був запрошений в цей колектив. У 1958 році, будучи на передсезонних зборах, отримав серйозну травму — перелом ноги, в результаті чого так жодного разу і не зіграв за таганрозький клуб.
Пройшовши лікування і відновившись після травми, в 1960 році повернувся в Астрахань, де провів свої перші матчі в команді майстрів «Волгар». У тому ж році перейшов в «Енергію» з міста Волзький, яку тренував відомий в минулому футболіст Антонін Сочнєв. У 1962 році наставник покинув волзький клуб, очоливши сімферопольський «Авангард», а незабаром запросив в свій клуб і Арістова.
Пограв Віктор у кримському клубі недовго, наприкінці 1962 року його призивають в армію і направляють в Одесу. Сезон 1963 року футболіст розпочав у складі одеського СКА, де грав на позиції форварда, забивши в сезоні 13 м'ячів. У наступному сезоні, рішенням тренерського штабу, був переведений в лінію півзахисту, а ще через рік був перекваліфікований в центрального захисника. В армійській команді, незважаючи на часту зміну ігрового амплуа, кар'єра складалася вдало. У 1963 році, перемігши в класі «Б», одеські армійці завоювали путівку до другої групи класу «А», а ще через рік стали чемпіонами УРСР.
Після демобілізації Аристов прийняв пропозицію тренера Віктора Жиліна перейти в вінницький «Локомотив», в якому відіграв сезон 1966 року. У грудні того ж року, Арістова і ще одного футболіста вінницької команди — Володимира Ониська, запрошують в харківський «Металіст».
Перший сезон в Харкові склався для Арістова невдало. Гра не йшла, траплялися прикрі помилки. Наприкінці сезону керівництво клубу ухвалило рішення передати футболіста в харківське «Торпедо», але за гравця заступився тренував «Металіст» Віктор Каневський. Отримавши підтримку і довіру тренера, захисник знову заграв надійно, впевнено, ставши на багато років твердим гравцем основи, граючи практично без замін, був капітаном команди. Завершив ігрову кар'єру Аристов у 1973 році, в 35-річному віці.

## Кар'єра тренера
Завершивши ігрову кар'єру, з 1973 по 1983 рік, Віктор Олександрович тренував дітей у СДЮШОР «Металіст». З 1983 по 1984 рік працював тренером футбольного відділення харківського спортінтернату.
З 1984 по 1993 рік входив до тренерського штабу харківського «Металіста». З лютого по червень 1993 року, після того як тренерський пост покинув Леонід Ткаченко, був головним тренером харківського клубу.
З лютого по травень 1994 року, знову працював у тренерському штабі «Металіста», після чого очолював миколаївський «Евіс» і клуб з міста Суми СБТС, був другим тренером у «Поліграфтехніці».
З другого кола сезону 1995/96 років, Арістов очолив луганську «Зорю», яка міцно осіла на дні турнірної таблиці. Але всі зусилля наставника по виведенню команди з кризи ні до чого не привели. Відсутність належного фінансування, відхід з команди провідних виконавців, байдужість місцевої влади до клубу, привели до вильоту команди з вищого дивізіону.
У 1997 році працював у тренерському штабі російського клубу «Промінь».
З 2004 року працював тренером в СДЮШОР «Металіст». З вересня 2007 року на пенсії, але в стороні від футболу не залишився. Нині Віктор Олександрович входить до складу наукової комплексної групи ФК «Металіст».
У 2000-их роках, паралельно з роботою тренером в СДЮСШОР «Металіст», працював тренером в ДЮСШ-16 м. Харкова з юнаками 1985 року народження.
Помер 14 лютого 2023 року на 85-му році життя.

## Досягнення

### Клубні
- Друга група Класу «А»
  -  Срібний призер (1): 1964

- Перша ліга СРСР
  -  Бронзовий призер (1): 1969

### Індивідуальні
- Майстер спорту СРСР (1963)